# Marek Szwarc
Pour les articles homonymes, voir Szwarc.
Marek Szwarc, né à Zgierz en Empire Russe le 9 mai 1892 et mort à Paris le 28 décembre 1958, est un peintre et sculpteur polonais d'origine juive.

## Biographie
Marek Szwarc est issu d’une famille d’intellectuels. Son père, juge au tribunal de Zgierz et chercheur en langues mortes orientales, meurt en 1940 assasiné par les nazi en protegeant se bibliothéque brulée.
Il suit les cours du hedder jusqu’à l’âge d’entrée au licée polonais de Lodz. Ses premières œuvres, faites à l’âge de quatorze ans, ont disparu pendant la guerre de 1939.
En 1910, il arrive à Paris et s’installe à la Ruche où il fréquente Marc Chagall. Il suit les cours de l’école des Beaux-Arts où il est l’élève d’Antonin Mercié. Puis il retourne en Pologne où il fait surtout de la peinture. Il se marie, et se convertit au catholicisme sous l’influence de Jacques Maritain. En 1920 il revient s’installer à Paris.
En 1921, son couple et leur petite fille Tereska (future Tereska Torrès) en proie à des difficultés financières, il se décide à louer un appartement à Lectoure (Gers), sur la foi d’une petite annonce. Ils y restent un an, Tereska est baptisée à la cathédrale et Marek Szwarc peint abondamment, exposant dans sa maison. Lui et sa famille y reviendront fréquemment.

## Œuvres

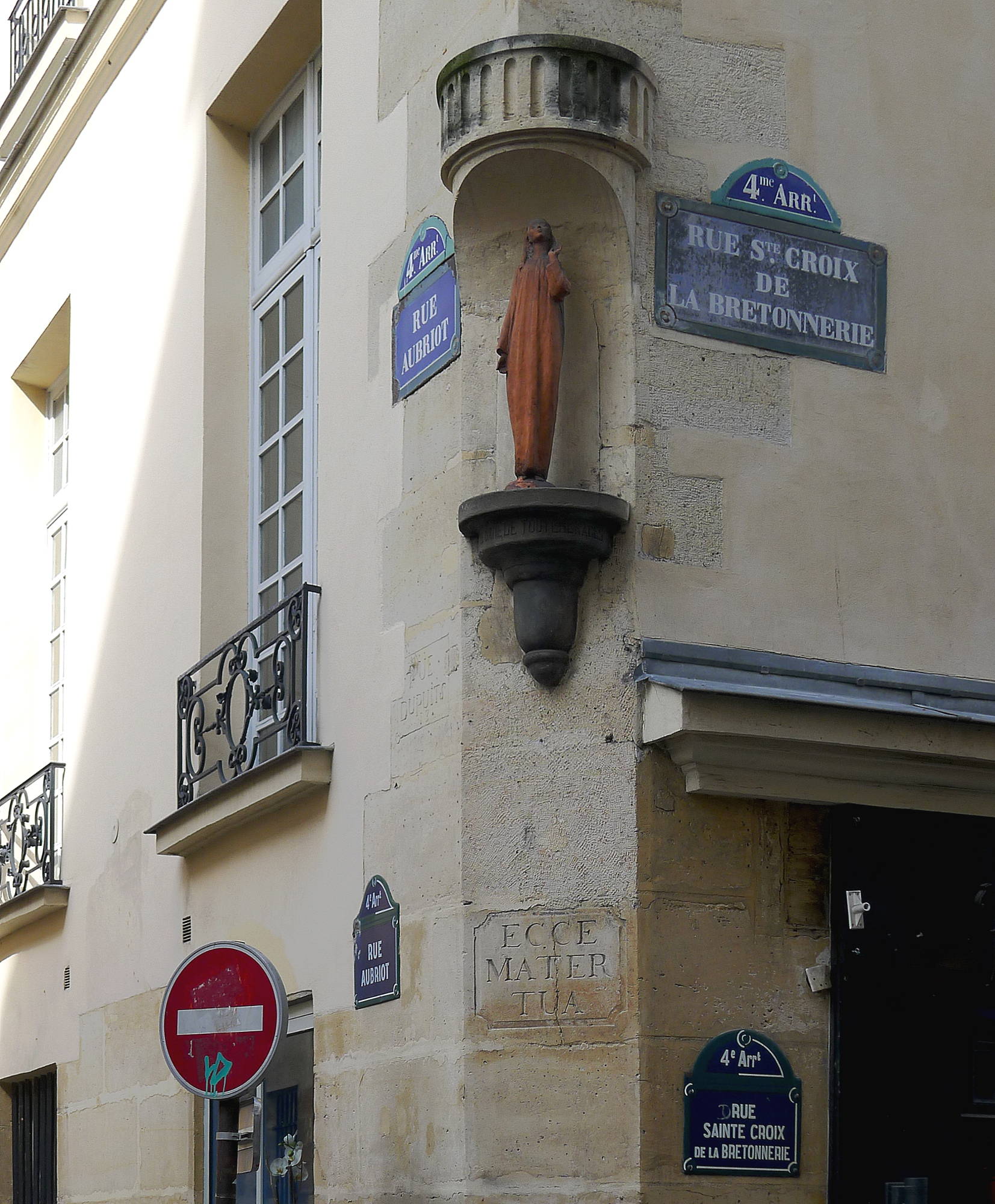
Ecce mater tua à Paris. Modèle : Tereska Torres.

- Au No 16 de la rue Sainte-Croix-de-la-Bretonnerie dans le quartier du Marais, à Paris, se trouve son œuvre Ecce mater tua (« Voici ta mère »), une madone dont le modèle est sa fille Tereska Torres.
- Médaillon de la tombe de Georges Gliksman (1892-1955) au cimetière du Père-Lachaise, à Paris.